# Lucia Recchia
Lucia Recchia, nacida el 8 de enero de 1980 en Rovereto (Italia), es una esquiadora que ha ganado una medalla en el Campeonato del Mundo (1 de plata) y tiene 2 podiums en la Copa del Mundo de Esquí Alpino.

## Resultados

### Juegos Olímpicos de Invierno
- 2002 en Salt Lake City, Estados Unidos
  - Combinada: 18.ª
  - Descenso: 24.ª
- 2006 en Turín, Italia
  - Super Gigante: 8.ª
  - Descenso: 13.ª
- 2010 en Vancouver, Canadá
  - Super Gigante: 7.ª
  - Descenso: 9.ª

### Campeonatos Mundiales
- 2001 en Sankt Anton am Arlberg, Austria
  - Descenso: 8.ª
- 2003 en St. Moritz, Suiza
  - Super Gigante: 16.ª
- 2005 en Bormio, Italia
  - Super Gigante: 2.ª
- 2007 en Åre, Suecia
  - Descenso: 29.ª

### Copa del Mundo

#### Clasificación general Copa del Mundo
- 1998-1999: 113.ª
- 1999-2000: 63.ª
- 2000-2001: 77.ª
- 2001-2002: 58.ª
- 2002-2003: 69.ª
- 2003-2004: 50.ª
- 2004-2005: 25.ª
- 2005-2006: 27.ª
- 2006-2007: 43.ª
- 2007-2008: 71.ª
- 2008-2009: 40.ª
- 2009-2010: 34.ª
- 2010-2011: 106.ª
- 2011-2012: 73.ª

#### Clasificación por disciplinas (Top-10)
- 2004-2005:
  - Super Gigante: 8.ª